# Gastón Gaudio
Gastón Gaudio (Adrogué, 9 de diciembre de 1978) es un extenista profesional argentino. Entre sus logros, se destaca haberse coronado campeón del Torneo de Roland Garros 2004.
Se convirtió en profesional de la mano del capitán de capitanes Juan Andrushow en el club ECA,1996. Al ganar el torneo de Roland Garros en 2004, ante su compatriota Guillermo Coria, se transformó en el tercer singlista argentino en obtener un Grand Slam, después de Guillermo Vilas y Gabriela Sabatini. Además ganó otros 7 torneos ATP, dos de ellos ATP 500, todos en polvo de ladrillo, superficie en la cual era un especialista. Su mejor posición en el ranking fue la número 5, en abril de 2005. Se retiró oficialmente en agosto de 2011 aunque su actividad fue muy escasa en el tour ATP desde mediados de 2007 en adelante.

## Infancia y origen
Gastón Gaudio nació el 9 de diciembre de 1978 en la localidad de Adrogué en el conurbano de la ciudad de Buenos Aires.
Además, como cientos de miles de argentinos, Gastón cuenta con ascendencia gallega, ya que su madre es originaria del municipio gallego de Fisterra.

## Carrera tenística
Gastón empezó a jugar al tenis a la edad de 4 años. A los ocho años de edad fue federado, y empezó a participar en torneos Interclubes, Metropolitanos y Nacionales, donde solamente participaban los dos mejores de cada provincia. Gastón siempre estuvo en los primeros puestos del ranking nacional. A su vez, combinaba la práctica de tenis junto con el fútbol. A los 14 años, participó en el Mundial de Menores en Japón, con Mariano Puerta como compañero de equipo. Un año más tarde, a la edad de 15 tuvo que tomar una difícil decisión, el tenis o seguir estudiando, ya que llevar adelante las dos cosas con éxito era imposible. Tras largas y reiteradas charlas con sus padres, decidieron darle la oportunidad de seguir con su carrera tenística.
Así es que con 16 años recién cumplidos, comenzó a tomar el tenis como un trabajo. Pasó momentos muy duros, durmiendo en hoteles económicos para poder extender las giras. Viajaba con lo que ganaba en los torneos y siempre sin compañía siendo que las giras duraban entre 3 o 4 meses y no podía darse el gusto de ver a su familia como quería. Pero cuando algún familiar podía acompañarlo, lo hacía. Después de haberse convertido en el jugador júnior N.º 2 de Argentina se transformó en profesional en el año 1996.
En 1998 consiguió su primer título en el Future N.º 2 de España y ganó sus dos primeros challengers en Santa Cruz de la Sierra y Santiago, Chile. En 1999 obtuvo consecutivamente los challengers de Niza y Espinho y jugó un buen partido ante el español Àlex Corretja en Roland Garros. A lo largo del año 2000 comenzó a destacarse en el circuito de la ATP. Alcanzó su primera final en Stuttgart y llegó a las semifinales del Masters de Montecarlo. Además consiguió el challenger de Brunswick en Alemania. Durante 2001 ayudó a Argentina en su ascenso al Grupo mundial de la Copa Davis con un récord de 5-0. En el circuito sus mejores resultados fueron la final de Viña del Mar y los cuartos de final del Masters de Miami en superficie dura.
En 2002 ganó sus dos primeros títulos ATP en Barcelona, el famoso Conde de Godó donde venció al número 1 del mundo Lleyton Hewitt y en Mallorca. En Copa Davis lideró al equipo argentino hasta las semifinales con un récord de 4-1, perdiendo un polémico encuentro ante Yevgeny Kafelnikov en Moscú. En 2003 alcanzó por primera vez el Top 20 del ranking mundial, jugando 4 semifinales y 3 cuartos de final. Superó al número 2 del mundo Juan Carlos Ferrero en Cincinnati. 
En septiembre de ese año vivió uno de los momentos más difíciles de su carrera cuando perdió categóricamente ante Juan Carlos Ferrero y Carlos Moyá en la Copa Davis, siendo acusado muy duramente por la prensa por su presunta falta de actitud. El mismo presidente de la Asociación Argentina de Tenis, Enrique Morea, declaró: "Así no se puede jugar al tenis".
En el Roland Garros de 2004, a pesar de que el favorito era Guillermo Coria (ver apartado especial), se convirtió en el tercer singlista argentino en la historia en ganar un torneo de Grand Slam, sumándose nada menos que a Guillermo Vilas y Gabriela Sabatini. Después de la hazaña, alcanzó tres finales consecutivas en Båstad, Stuttgart y Kitzbühel, que le permitieron terminar el año en el puesto número 10 del ranking mundial participando de la Tennis Masters Cup pero perdiendo sus tres partidos. En 2005 se clasificó por segunda vez consecutiva a la Tennis Masters Cup, finalizó nuevamente en el puesto número 10 del ranking mundial, y llegó a ocupar la quinta posición a mediados de año. Durante ese período obtuvo 5 títulos: Viña del Mar, Buenos Aires, Estoril, Gstaad y Kitzbühel. Además llegó a la final de Stuttgart, a los cuartos de final de los Masters Series de Montecarlo, Montreal y París, y a las semifinales de la Tennis Masters Cup. En su defensa del título en Roland Garros llegó hasta los octavos de final. 
En 2006 se mantuvo hasta mitad de temporada dentro de los diez primeros del ranking mundial y sus mejores resultados fueron semifinales en Acapulco y en el Masters Series de Montecarlo. En la segunda mitad del año estuvo lejos de su mejor rendimiento. Durante todo 2007 se habló sobre un posible retiro debido a los constantes malos resultados y la falta de confianza. Su mejor resultado fue una semifinal en el challenger de Todi, en Italia. Finalizó la temporada en el puesto 182 del ranking mundial.
En 2008 se presentó en un challenger en Miami y en el ATP de Viña del Mar, quedando eliminado en sendas primeras rondas. El 22 de septiembre dejó de aparecer en el ranking mundial. Volvió a la competición con una derrota en el Masters de la Copa Petrobras, en Santiago de Chile. Jugó la Copa Peugeot Argentina donde le ganó a José Acasuso, en cuartos de final, en dos sets. En semifinales le ganó a Feliciano López. Perdió la final con Juan Mónaco en un ajustado 7-6, 7-6. A pesar de ello, lejos de aquellos altibajos emocionales del pasado, tomo la derrota con humor y agradeció al público que en todo momento apoyo su tenis con gritos y ovaciones. Tras terminar el partido, sus palabras, en tono humorístico, fueron: "...tengo que sumar puntos de nuevo, porque no tengo ninguno, volver a empezar, como lo hice hace años..."
El 21 de enero de 2009 después de 16 meses sin victorias, por la primera rueda del Challenger de Iquique (polvo de ladrillo, US$ 35.000), Gastón derrotó al italiano Alessio Di Mauro, por 6-0, 5-7 y 6-2.
El campeón de Roland Garros 2004, en su momento rezagado en el puesto 762° del ranking mundial, con su victoria en el Challenger de Túnez logra escalar al puesto 400.º. Participa en la primera ronda del ATP de Estoril cayendo 6-3 y 6-4 ante el italiano Fabio Fognini. Gaudio llega a los cuartos de final del Challenger de Burdeos después de dejar en el camino a jugadores como Fabrice Santoro pero cae ante local Laurent Recouderc por 2-6, 6-4 y 6-4. También llega a los cuartos de final del Challenger de Iquique y a octavos de final en el Challenger de Santiago.
A principios de mayo recibe un Wildcard para participar en Roland Garros el 24 de mayo de 2009 donde es vencido por el Radek Stepanek, número 19 del mundo por 6-3, 6-4 y 6-1 donde expresó que: "Estoy triste, no es bueno perder en primera ronda pero voy a seguir jugando" y destacó que le faltan más partidos y tomar confianza.
En septiembre de 2009 vuelve al ruedo y estuvo presente en la Copa Petrobras que se disputó en el Club Vilas de Buenos Aires con muy buenas actuaciones llegando a la final del torneo, lo que le permitió escalar 68 lugares y acceder al puesto 228.º el 5 de octubre de 2009. En el siguiente torneo de la Copa Petrobras (en Montevideo), alcanza la semifinal, fase en la que perdió con el uruguayo Pablo Cuevas. Esto lo elevó al puesto 201.º.
En 2010, gana el Challenger de San Remo, venciendo al argentino Martin Vassallo Arguello. Ese mismo año obtiene el Premio Konex - Diploma al Mérito como uno de los 5 mejores tenistas de la década en Argentina.
Anuncia oficialmente su retiro del tenis profesional el 30 de agosto de 2011, aunque no jugaba desde el 2 de agosto de 2010 en el ATP de Kitzbuhel ante el español Pablo Andújar.
Terminó su carrera el 18 de diciembre de 2011 en un partido exhibición frente a su amigo y compatriota Mariano Zabaleta, después de derrotarlo 7-6 en un único set.

## La conquista de Roland Garros
La final de Roland Garros la ha disputado con Guillermo Coria, 3 del mundo, con quien tenía una desventaja de 1-3 en enfrentamientos personales, en un historial bastante polémico con partidos muy calientes. El claro favorito era Coria, que venía de ser campeón en Buenos Aires y Montecarlo, y finalista en Miami y Hamburgo. A su vez, Coria podía desbancar al suizo Roger Federer de la primera posición de la carrera de campeones en caso de ganar.
La final fue tan emocionante como extraña. Como se preveía, Coria arrancó con todo ante un Gaudio estático y sin reacción, al que parecía pesarle el partido. En un abrir y cerrar de ojos, Coria ya estaba dos sets arriba y a un paso del título. El tercer set marcaría la recuperación de Gaudio, que pudo emparejar el partido y llevarse el set. En el comienzo del cuarto, calambres le impedirían a Coria rendir a su máximo nivel de ahí en adelante; calambres que pasaron más por una cuestión mental que física. Resonaban en ese momento los partidos que habían jugado ambos en Buenos Aires y Hamburgo en 2003, donde Coria se recuperaría asombrosamente de una lesión para ganar el partido en el último set, lo que llevó a especular sobre si esas lesiones habían sido fingidas como estrategia para ganar los partidos. El cuarto parcial fue prácticamente cedido por Coria para jugarse sus últimas fichas en el quinto set. El set decisivo encontraba a un Gaudio atado que no se podía soltar y jugar con comodidad ante el estado de su rival, y un Coria con escasa movilidad pero que dejaba todo en cada pelota. El santafesino estuvo muy cerca de obtener el triunfo ya que sacó para partido dos veces (5-4 y 6-5) y dispuso de dos puntos de partido (6-5 40-15). Gaudio no desperdició su oportunidad cuando la tuvo y selló la victoria con el resultado de 0-6 3-6 6-4 6-1 8-6, tras poco más de tres horas y media de juego.

## Vida personal
Es el hijo menor de tres hermanos, sus padres se llaman Norberto y Marisa. Es hincha fanático de Independiente. También se le ha visto en partidos de tenis portar otros colores de equipos de fútbol, como los del RCD Español, tras ganar la final del Conde de Godó de 2002, en la cual se enfundó los colores blanquiazules. Le gusta la música electrónica y el Black Metal, su grupo preferido es Jamiroquai.
Sus confesiones causan muchos comentarios. En muchas ocasiones se lo escuchó decir que piensa todos los días en retirarse del tenis y de no disfrutar cuando juega. También en una entrevista confesó que el deporte que más odia a veces, es el tenis. Basta verlo jugar y hablar para esperar su mayor confesión. Gaudio dice sobre sí mismo: “Soy un tipo muy negativo, demasiado autoexigente, hipersensible. Y todas esas cosas hicieron que el tenis haya sido para mí siempre dolor y sufrimiento”
Cuando ganó Roland Garros en 2004 Gastón estaba en pareja con la modelo Natalia Forchino, a quien le dedicó su triunfio, entre otros. Después de terminar dicha relación, Gastón estuvo durante dos años y medio en pareja con la actriz argentina Marcela Kloosterboer. Después de esa relación nació una historia de amor con la actriz argentina Sabrina Garciarena. Fue conductor de uno de los pocos programas de Televisión Argentina llamado "Tenis Pro" que eran conducidos por tenistas profesionales y compatriotas de Gastón, sus nombres eran Mariano Zabaleta amigo del jugador y Juan Ignacio Chela.

## Televisión y radio
- Graduados (Participación Especial - El mismo).[8]
- Participa del programa de televisión argentino "Pura Química" (ESPN).
- Es columnista en el programa "Perros de la Calle" de Radio Metro de Argentina.

## Torneos de Grand Slam

### Campeón Individuales (1)
| Año  | Torneo        | Oponente en la final | Resultado           |
| ---- | ------------- | -------------------- | ------------------- |
| 2004 | Roland Garros | Guillermo Coria      | 0-6 3-6 6-4 6-1 8-6 |

## Torneos ATP (11; 8+3)

### Individuales (8)

#### Títulos
| Leyenda                                                       |
| Grand Slam (1)                                                |
| Tennis Masters Cup / ATP World Tour Finals (0)                |
| Juegos Olímpicos (0)                                          |
| ATP Masters Series / ATP World Tour Masters 1000 (0)          |
| ATP International Series Gold / ATP World Tour 500 Series (5) |
| ATP International Series / ATP World Tour 250 Series (3)      |